# رنجان

چشمه رنجان از چشمه های کازرون است. چشمه های گوارای رنجان در فاصله های حدود ۱۵۰ متری از هم و در دامنه کوه دوان و دو کیلومتری از نودان واقع شده است که پس از جوشیدن از حفره ها و لابلای سنگ ها، زمین های کشاورزی اهالی نودان و روستاهای چکک، تره دان و پیرسبز را آبیاری کرده و در آخر به رود شاپور می پیوندد.
گفته می‌شود چشمه های دوقلوی رنجان به عنوان یکی از منابع تأمین آب ورودی به معبد معروف آناهیتا بیشاپور جهت پرستش آب در زمان ساسانیان به شمار می رفته است.
در فصول گرم سال، آب سرد این دو چشمه محل خوبی برای شناگران جهت دوری از گرمای طاقت فرسا محسوب می شود.